# Braunflecken-Igelfisch

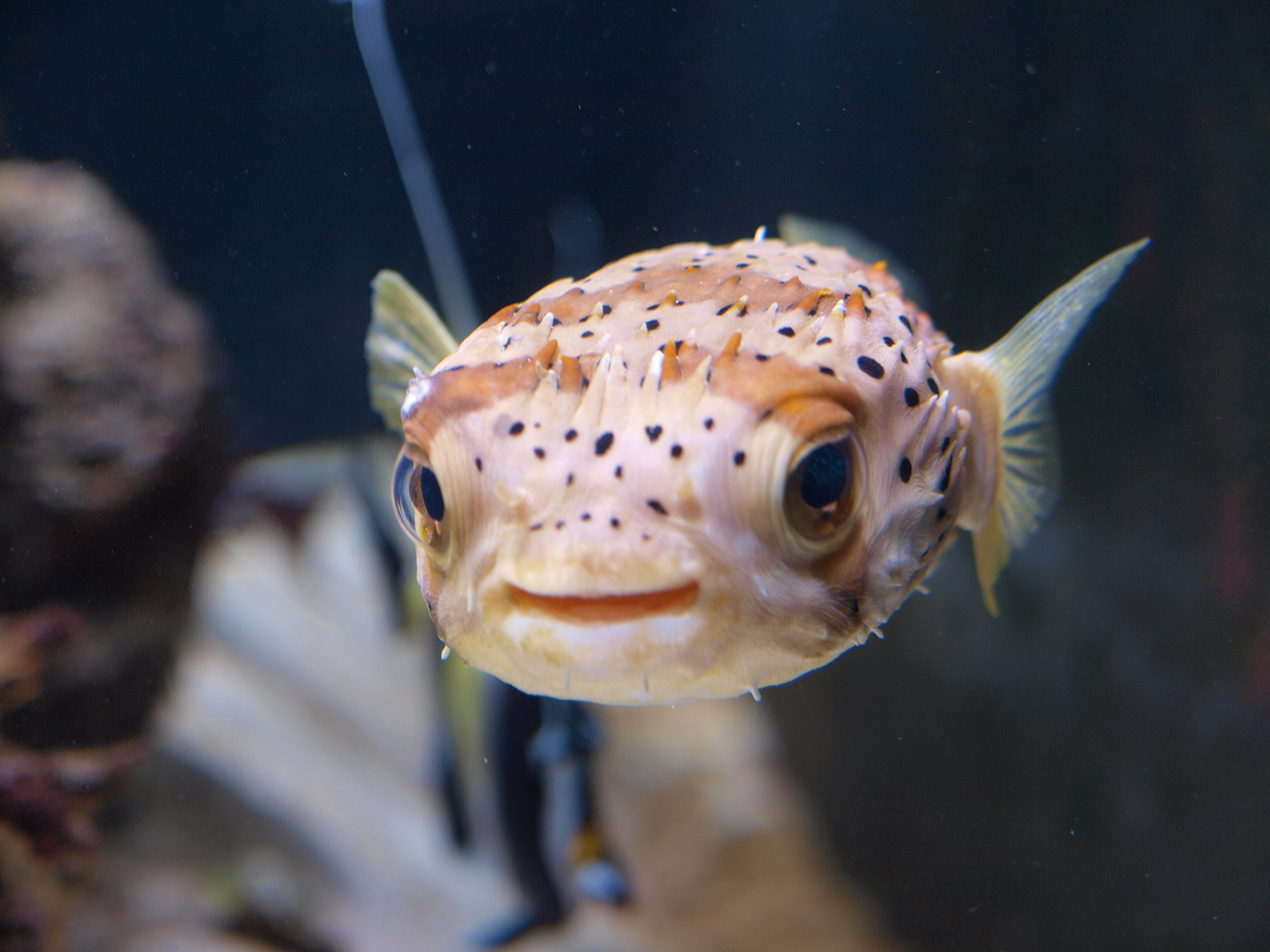
Braunflecken-Igelfisch (Diodon holocanthus), Jungfisch

Der Braunflecken-Igelfisch (Diodon holocanthus) kommt circumtropisch sowohl im Indopazifik als auch im tropischen und subtropischen Atlantik vor. Im Westatlantik reicht sein Verbreitungsgebiet von Kanada über die Bermudas bis an die Küste Brasiliens. Im östlichen Atlantik findet man ihn zwischen 30° nördlicher Breite und 23° südlicher Breite und an der Küste Südafrikas. Außerdem kommt er im südlichen Roten Meer und im Indischen Ozean bei Madagaskar, Mauritius und Réunion vor. Im Pazifik lebt er vom südlichen Japan bis zur Lord-Howe-Insel und bis nach Hawaii, an der Pazifikküste Amerikas vom südlichen Kalifornien bis nach Kolumbien und bei den Osterinseln.  

## Merkmale

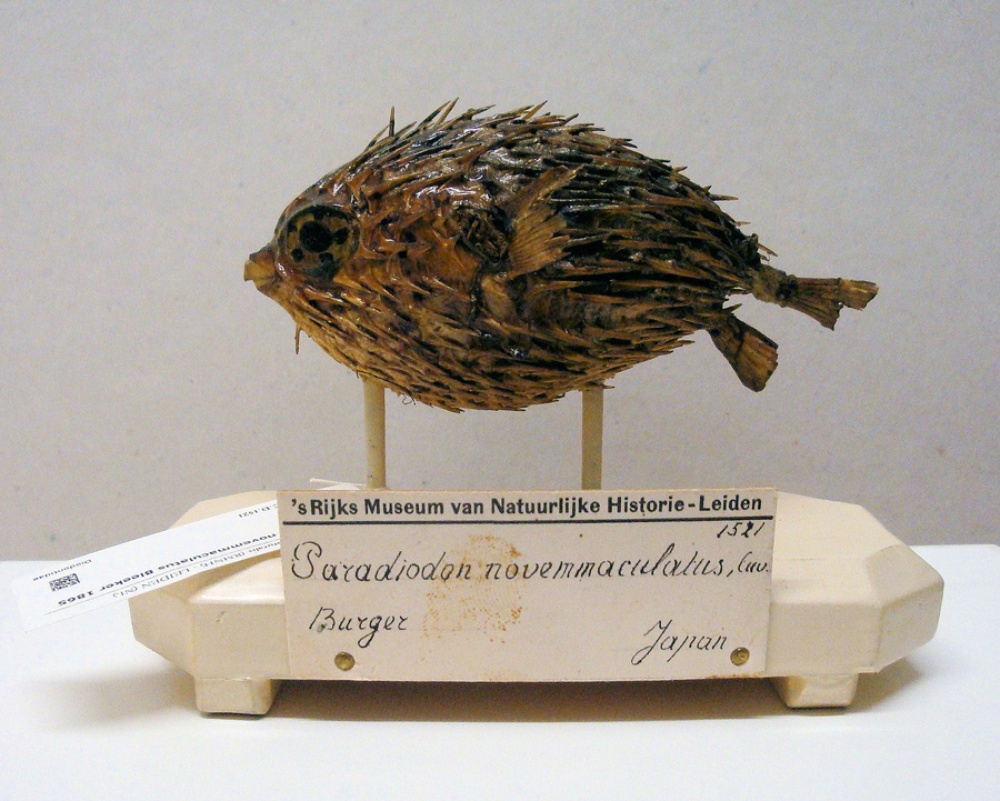
Museumsstück Naturalis

Braunflecken-Igelfische werden einen halben Meter lang. Vom ähnlichen Masken-Igelfisch (Diodon liturosus) unterscheiden sie sich durch braune Querbänder und vier schwarze Flecken auf dem Rücken. Das erste Querband zieht sich über die Stirn von einem Auge zum anderen. Bei der atlantischen Population sind die Flecken nicht sehr deutlich ausgebildet. Sie haben stattdessen eine große Anzahl schwarzer Tupfen. Bei den pelagischen Jungfischen tragen auch die Flossen Flecken, die der Alten sind fleckenlos. Ihre langen, scharfen Stacheln tragen sie für gewöhnlich nach rückwärts umgelegt. Erst wenn sie sich aufblasen, richten sich die Stacheln auf. Die Stacheln haben dreiteilige Wurzeln. Zwischen der Schnauze und dem Beginn der Rückenflosse haben sie 14 bis 16 Stacheln. Die Zähne in Ober- und Unterkiefer sind ohne sichtbaren Übergang zusammengewachsen.
Flossenformel: Dorsale 13–15, Anale 13–15

## Lebensweise
Braunflecken-Igelfische sind nachtaktiv und leben einzelgängerisch über Küstenriffen, Felsböden oder weichen Böden in sehr flachem Wasser bis in 15 Meter Tiefe. Jungfische bis zu einer Länge von sechs bis neun Zentimetern leben pelagisch oder halten sich unter treibenden Sargassum-Tangen auf und bilden auch kleine Gruppen. Braunflecken-Igelfische ernähren sich von hartschaligen, wirbellosen Tieren, wie Schnecken, Muscheln, Seeigeln, Krabben und Einsiedlerkrebsen. Sie sind schlechte Schwimmer.

## Anmerkung
1. ↑  holocanthus wäre richtig holacanthus zu schreiben: "ganz Stachel"; s. Holacanthus.